# Viva (BHNS)
Viva est un réseau de bus à haut niveau de service desservant la municipalité d'York, dans la région du Grand Toronto, au Canada. Il fait partie intégrante du réseau de lignes de bus exploité par l'York Region Transit, l'opérateur public régissant les transports en commun de la municipalité régionale d'York.

## Lignes

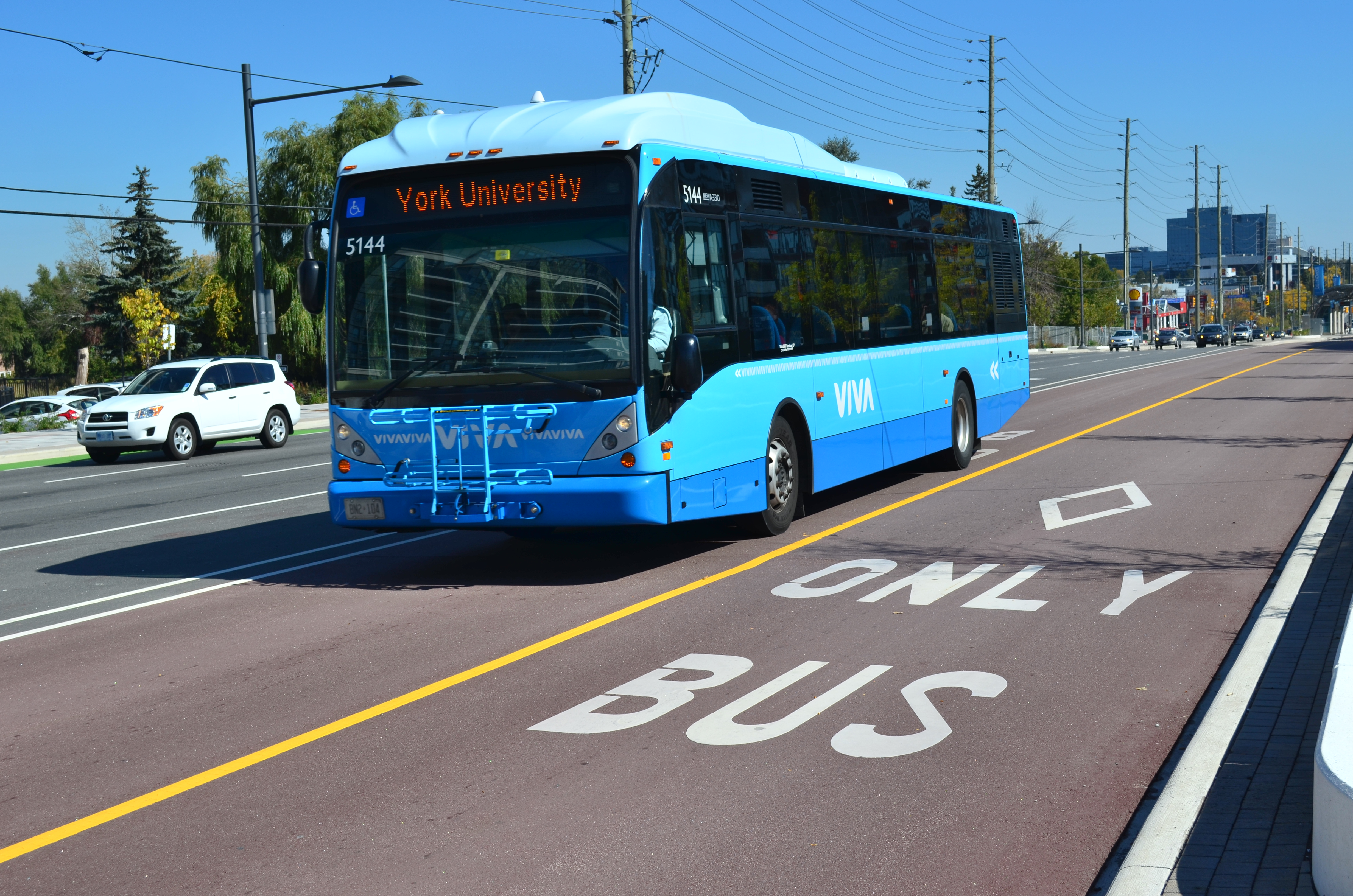
Autobus Viva sur une voie réservée sur Route 7

Le réseau est composé de six lignes :
- Viva Blue - Terminal Finch ⇔ Terminal Richmond Hill (sauf Viva Blue 'A') ⇔ Terminal Bernard ou Terminal Newmarket
- Viva Purple - Université York ⇔ Terminal Richmond Hill ⇔ Hôpital Markham-Stouffville
- Viva Orange - Station Downsview ⇔ Université York ⇔ Martin Grove
- Viva Yellow - Terminal Newmarket ⇔ Autoroute 404

Heure de pointe seulement:
- Viva Green - Station Don Mills ⇔ McCowan
- Viva Pink - Terminal Finch ⇔ Terminal Richmond Hill ⇔ Gare d'Unionville

## Véhicules

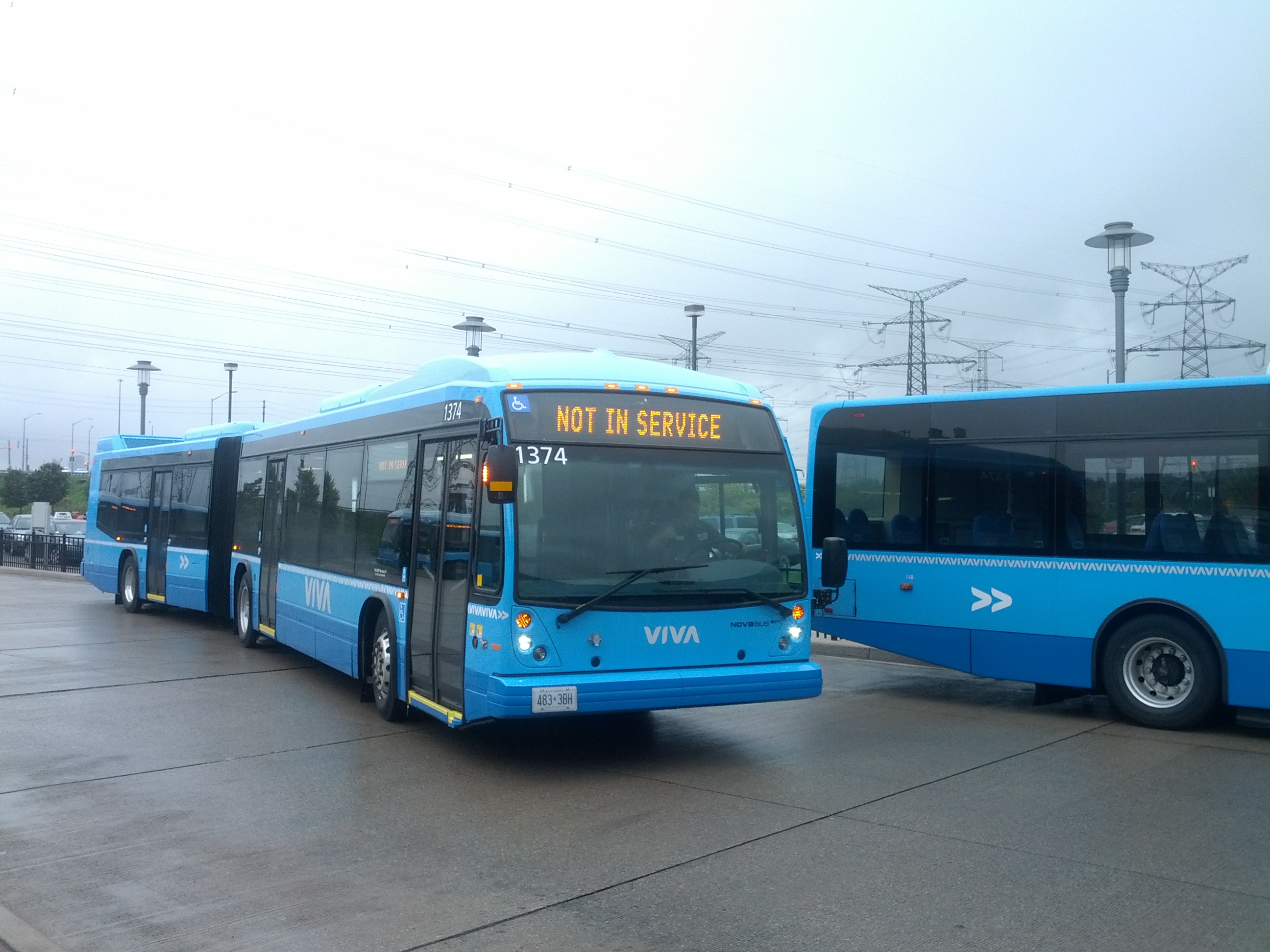
Autobus articulé à terminal Richmond Hill Centre

- Van Hool :
  - 40 NewA330 ;
  - 41 NewAG300.

- Nova Bus :
  - 15 LFX ;
  - 27 LFS Artic.

Total : 123 unités